# گیل هارولد
گِیل مورگان هارولد سوم (به انگلیسی: Gale Morgan Harold III) (زادهٔ ۱۰ ژوئیهٔ ۱۹۶۹) بازیگر آمریکایی است.
او بیشتر بری نقش‌آفرینی در مجموعه‌های تلویزیونی مانند به عجیبی مردم (در نقش برایان کینی)، دایره راز، آندرون، سمت مسافر و کدبانوهای وامانده شناخته می‌شود.